# مخطط السبب والأثر
في عمليات فحص البرمجيات، مخطط السبب-الأثر هو مخطط موجه يربط مجموعة من الأسباب مع مجموعة من الآثار. قد تكون الأسباب مدخلات في برنامج ما، والآثار قد تكون المخرجات. عادة ما يُظهر المخطط العقد التي تمثل الأسباب في الطرف الأيسر والعقد التي تمثل الآثار في الطرف الأيمن. وقد يكون هناك عقد وسطية تجمع بين المدخلات باستخدام المعاملات المنطقية «و AND» و «أو OR».